# Khurais
Khurais è un grande giacimento di petrolio in Arabia Saudita. Scoperto nel 1957 è situato in una formazione parallela del giacimento super gigante di Ghawar. Le sue riserve ammontano a 27 miliardi di barili. Ha prodotto piccole quantità di petrolio nel 1960, ma poi fu abbandonato e rimesso in produzione alla fine degli anni 70. La sua produzione raggiunse un picco di 144 kbbls/g nel 1981. Fu abbandonato di nuovo.
È stato rimesso in servizio l'11 giugno 2009 . L'Aramco spera di produrre 1,2 Mbbls/g, includendo due giacimenti periferici, grazie a una massiccia iniezione di acqua. Gli impianti dedicati alle iniezioni d'acqua sono stati costruiti dalla Halliburton, Lavalin e Saipem, con Foster Wheeler project manager.